# Teramnus uncinatus
Teramnus uncinatus är en ärtväxtart som först beskrevs av Carl von Linné, och fick sitt nu gällande namn av Olof Swartz. Teramnus uncinatus ingår i släktet Teramnus och familjen ärtväxter.

## Underarter
Arten delas in i följande underarter:
- T. u. axilliflorus
- T. u. ringoetii
- T. u. uncinatus